# Barbara Tylicka
Barbara Izabella Tylicka z domu Bogusz (ur. 25 kwietnia 1925 w Warszawie, zm. 24 września 2013 tamże) – polska pisarka, dziennikarka, publicystka, krytyk literacka.

## Życiorys

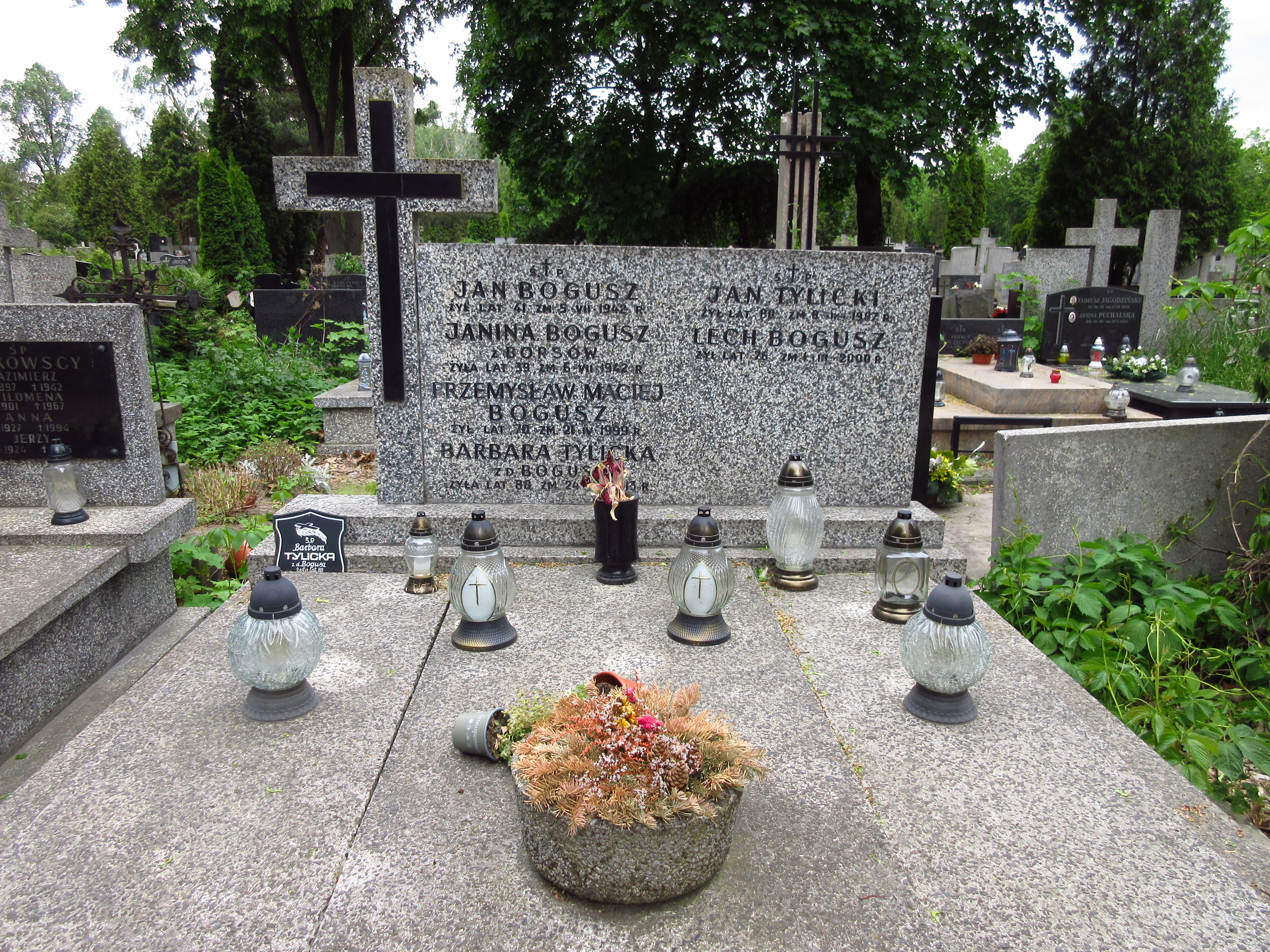
Grób Barbary Tylickiej na Cmentarzu Bródnowskim.

Jako nastolatka w 1938 roku wygrała konkurs literacki. Po zakończeniu II wojny światowej rozpoczęła studia na Wydziale Polonistyki Uniwersytetu Warszawskiego, pracę magisterską obroniła w 1952. Początkowo pracowała w Instytucie Badań Literackich PAN, cztery lata później rozpoczęła współpracę z gazetą dla młodzieży „Świat Młodych”, gdzie kierowała działem kulturalno-literackim. W późniejszym okresie współtworzyła czasopismo „Guliwer”, którego tematyka dotyczyła literatury przeznaczonej dla dzieci i młodzieży. Przez wiele lat pracowała jako recenzent w Instytucie Wydawniczym Nasza Księgarnia, w 1973 była współtwórczynią, a następnie członkinią polskiej sekcji IBBY (Międzynarodowa Izba ds. Książek dla Młodych), Stowarzyszenia Autorów ZAiKS oraz Stowarzyszenia Pisarzy Polskich, gdzie w latach 1999–2002 pełniła funkcję sekretarza Oddziału Warszawskiego.
Poza twórczością literacką była autorką i współautorką leksykonów dotyczących twórczości dla młodych czytelników, za wiele pozycji otrzymała nagrody i wyróżnienia. Zasiadała również w jury konkursów literackich Fundacji ABC XXI i Nagrody Korczakowskiej, jej recenzje i artykuły krytyczno-literacki były publikowane w „Guliwerze” i „Nowych Książkach”.

## Życie prywatne
Miała syna. Prochy autorki zostały pochowane na cmentarzu Bródnowskim w Warszawie (kwatera 87A-1-29).

## Twórczość (wg katalogu Biblioteki Narodowej)
- Jeden dzień Ani 1963,
- Generał Ciupinek (współautor Henryk Chmielewski), Nasza Księgarnia, Warszawa 1965,
- Kartki z zielonego zeszytu (ilustracje Wanda Orlińska), Wydawnictwo Horyzonty, Warszawa 1971,
- Arkady Fiedler, Wydawnictwa Szkolne i Pedagogiczne, Warszawa 1989 ISBN 83-02-03799-0.
- Mieszkam w fabryce snów, Wydawnictwo KURABA, 1993 ISBN 83-900787-1-6.
- O krakowskich psach i kleparskich kotach: Polskie miasta w baśni i legendzie 2005.
- Zawisza Czarny i inne opowieści (współautorka scenariusza), Wydawnictwo ONGRYS, Kraków 2009 ISBN 978-83-61596-08-0.
- Tajemnica czerwonego tepee: antologia komiksów narysowanych przez Tadeusza Raczkiewicza (współautorka scenariusza) (komiksy ze Świata Młodych), Wydawnictwo ONGRYS, Kraków 2009 ISBN 978-83-61596-06-6.

Tłumaczenia
- Magdalena Sizova W baletowej szkole (przekład z języka rosyjskiego), Nasza Księgarnia, Warszawa 1962
- Christine Aubrée Czarna magia w szkole (przekład z języka francuskiego), Wydawnictwo Siedmioróg, Wrocław 1999 ISBN 83-7162-498-0.

Redakcja tomów opowiadań konkursowych
- Kartki z mojego pamiętnika (antologia) (opr. graf. Zygmunt Zaradkiewicz), Młodzieżowa Agencja Wydawnicza, Warszawa 1979, wyróżniona w 1980 międzynarodową nagrodą „Premio Europeo di Letteratura Giovanile”,
- Dzień dobry życie (wstęp Jarosław Iwaszkiewicz), Młodzieżowa Agencja Wydawnicza, Warszawa 1980 ISBN 83-203-1263-9.

Leksykony
- Nowy słownik literatury dla dzieci i młodzież (współautor Krystyna Kuliczkowska),
- Bohaterowie naszych książek, przewodnik po literaturze dla dzieci i młodzieży wyróżniony Nagrodą Literacką Polskiej Sekcji IBBY „Książka Roku, 2000”,
- Słownik literatury dziecięcej i młodzieżowej (współautor Grzegorz Leszczyński), wyróżniony Nagrodą Literacką Polskiej Sekcji IBBY „Książka Roku, 2002” oraz Nagrodą „Edukacja XXI”, ISBN 83-04-04606-7.

## Odznaczenia
- Krzyż Oficerski Orderu Odrodzenia Polski (2005, za wybitne zasługi dla kultury polskiej)[3]
- Krzyż Kawalerski Orderu Odrodzenia Polski
- Srebrny Medal Zasłużony Kulturze „Gloria Artis”